# Richard d’Alton
Richard d’Alton (* 1732 in Rathconrath (Irland); † 16. Februar 1790 in Trier) war ein kaiserlicher General und Feldzeugmeister in Diensten der österreichischen Habsburger.

## Leben
Richard d’Alton wurde 1732 in Lachond, Irland, geboren. Sein Bruder war Eduard d’Alton, der ebenfalls später im kaiserlichen Militär eine wichtige Rolle spielte. Schon früh wirkte er im österreichischen Militär und wurde bereits 1750 im 18. Lebensjahr Oberleutnant des  Regiments Salm (1769: No. 14). 1754 stieg er zum Hauptmann auf und wirkte in diesem Rang im Siebenjährigen Krieg. So tat er sich am 26. März 1759 bei Saalfeld, am 8. Mai bei Aisch sowie bei Kolín und Görlitz hervor. Bei der Schlacht bei Kunersdorf am 12. August 1759 wurde er zum Oberstleutnant ernannt und verantwortete den Sieg bei Landshut am 23. Juni 1760. Nachdem er Kaiserin Maria Theresia davon berichtet hatte, beförderte sie ihn zum Obersten.
Danach kämpfte er am 21. Juli 1762 bei Leutmannsdorf, wofür er das so genannte Kleinkreuz des Militär-Maria-Theresien-Ordens verliehen erhielt. 1771 stieg er zum Generalmajor auf, wurde zwei Jahre später Inhaber des Infanterieregiments No. 19, k.k. Infanterie-Regiment D’Alton, und am 28. Dezember 1777 schließlich Feldmarschallleutnant. Im Jahr 1772 leitete er die militärische Besetzung Kleinpolens südlich der Weichsel. Weiter kämpfte er mutig bei Arnau am 16. August 1778 im Rahmen des letzten preußischen Kriegs. Dafür erhielt er das Kommandeurkreuz des Militär-Maria-Theresien-Ordens und wurde zum Grafen ernannt. Das Regiment No. 26 wurde ihm 1786 zugeteilt. Für dieses stiftete er eine Bibliothek.
Die Reformen Kaiser Josephs II. in den österreichischen Niederlanden lösten Proteste aus. Der Kaiser zeigte sich dem Volk zunächst nachgiebig, dies führte aber nicht zum Frieden. Schließlich ließ er den neu eingesetzten Statthalter Trauttmannsdorff die umstrittenen Reformen durchführen. Er zeigte sich dabei sehr milde. Andere hingegen suchten die Reformen strenger einzuführen, unter ihnen d'Alton. Dies sorgte für ein Durcheinander. Holländische Aufständische unter J. A. van der Meersch konnten am 25. Oktober bei Trunhout die Österreicher erfolgreich bekämpfen. In Flandern, Brabant und der Hennegau kam er zu Aufständen, eine Rücknahme der Reformen durch den Kaiser kam zu spät. Nun desertierten viele Wallonen aus der Armee. In Brüssel ersuchte d'Alton im November 1789 einen Waffenstillstand über zehn Tage, konnte aber nicht verhindern, dass am 11. Dezember der Aufstand ausbrach. Daher kapitulierte er und ging nach Luxemburg. Am 20. Januar 1790 riefen die Stände die Republik als „Vereinigte Belgische Staaten“ aus. Kurz darauf wollte man, dass sich d'Alton dafür rechtfertige, und befahl ihn nach Wien. Hierauf beging er am 16. Februar 1790 in Trier Suizid.
D'Alton galt als sehr entschlossen.